# Chrysopilus flavibarbis
Chrysopilus flavibarbis är en tvåvingeart som beskrevs av Adams 1904. Chrysopilus flavibarbis ingår i släktet Chrysopilus och familjen snäppflugor. Inga underarter finns listade i Catalogue of Life.